# Abdallah III. ibn Faisal
Abdallah III. bin Faisal bin Turki Al Saud (arabisch عبد الله بن فيصل بن تركي آل سعود, DMG ʿAbd Allāh b. Faiṣal b. Turkī Āl Saʿūd; † 1889) war Imam der Wahhabiten (1865–1871, 1873–1884 und 1887–1889).

## Leben
Abdallah hatte als Thronfolger zu Lebzeiten seines Vaters Faisal ibn Turki Al Saud (1834–1865) die Feldzüge der Wahhabiten in Ostarabien geleitet. Nach der Übernahme der Regierung (1865) musste er sich zunächst mit Großbritannien auseinandersetzen. Bei einem Feldzug der Wahhabiten bis nach Sur in Oman war ein britisches Handelsschiff gekapert worden. Als die britische Flotte darauf den Hafen Damman in al-Hasa beschoss, kam es zu Verhandlungen, bei denen Abdallah die britische Hoheit über die Stämme der Piratenküste anerkannte.
Die Regierung Abdallahs wurde ansonsten von Machtkämpfen mit seinen Brüdern überschattet. Die Kämpfe gegen seinen Bruder Saud führten zum Niedergang des Reiches, da die Stämme wieder mehr Autonomie gewannen. Saud errang nach einem Sieg 1870 zunächst die Herrschaft in Ostarabien. Während im Nadschd auf Grund des Bürgerkriegs und einer Hungersnot die Anarchie ausbrach, gelang Saud 1871 die Eroberung von Riad und die Vertreibung von Abdallah III., dem die Flucht in den Irak gelang. Die dort herrschenden Osmanen nutzten den Niedergang der Saud und besetzten die Provinz al-Hasa (1872).
Nach dem Tod von Saud II. ibn Faisal (1871–1873) besetzte Abdul Rahman ibn Abdallah Riad und ebnete seinem Bruder Abdallah III. die Rückkehr an die Macht. Das Reich der Saud war jetzt aber auf den Nadschd beschränkt. Selbst dort war aber Abdallah nicht unangefochten, da die Söhne von Saud II. weiter ihre Ansprüche geltend machten. Auch die unter Faisal ibn Turki al Saud guten Beziehungen zu den Schammar im Norden hatten sich verschlechtert. 
1877 kam es zum Ausbruch des Krieges, als er in Buraida eingriff, das die Schammar für sich beanspruchten. In der Folgezeit gingen mehrere Provinzen an Muhammad ar-Raschid (1869–1897) verloren. 1884 besetzten die Söhne von Saud II. sogar Riad und nahmen Abdallah III. gefangen. Allerdings besetzten nun die Schammar die Stadt, setzten einen Statthalter ein und führten Abdallah III. nach Hail in Gefangenschaft. 1887 wurde der erkrankte Abdallah wieder freigelassen und als Herrscher in Riad eingesetzt, wo er aber schon 1889 starb. Nachfolger im Reststaat der Saud wurde sein Bruder Abdul Rahman bin Faisal (1889–1892).

## Familie
Abdallah war mindestens viermal verheiratet. Davon entstammen zwei Frauen der Raschiden-Dynastie. Abdallah war Vater von mindestens acht Söhnen und 10 Töchtern.